# Corps Saxonia Leipzig
Le Corps Saxonia Leipzig est une association étudiante combattante et portant couleur au sein de l'Association des convents des anciens de Kösen (KSCV). Le corps rassemble des étudiants et anciens élèves de l'Université de Leipzig, de l'Université Johann Wolfgang Goethe de Francfort-sur-le-Main et de l'Université d'Augsbourg. Les membres du corps sont appelés Saxons de Leipzig.

## Couleur, devise héraldique et devise
La Saxe a les couleurs bleu foncé - bleu clair - blanc avec des percussions blanches, le ruban étant légèrement plus large que d'habitude (36 mm). Une casquette bleu foncé (couleur occipitale) est portée. Les couleurs du renard sont bleu foncé-blanc. Le Conkneipant (de) (CK) porte un chapeau de renard comme insigne. Il existe également le statut de porteur du ruban du corps . La devise héraldique est Neminem time, neminem laede !. La devise est Virtuti sempre corona !

## Histoire

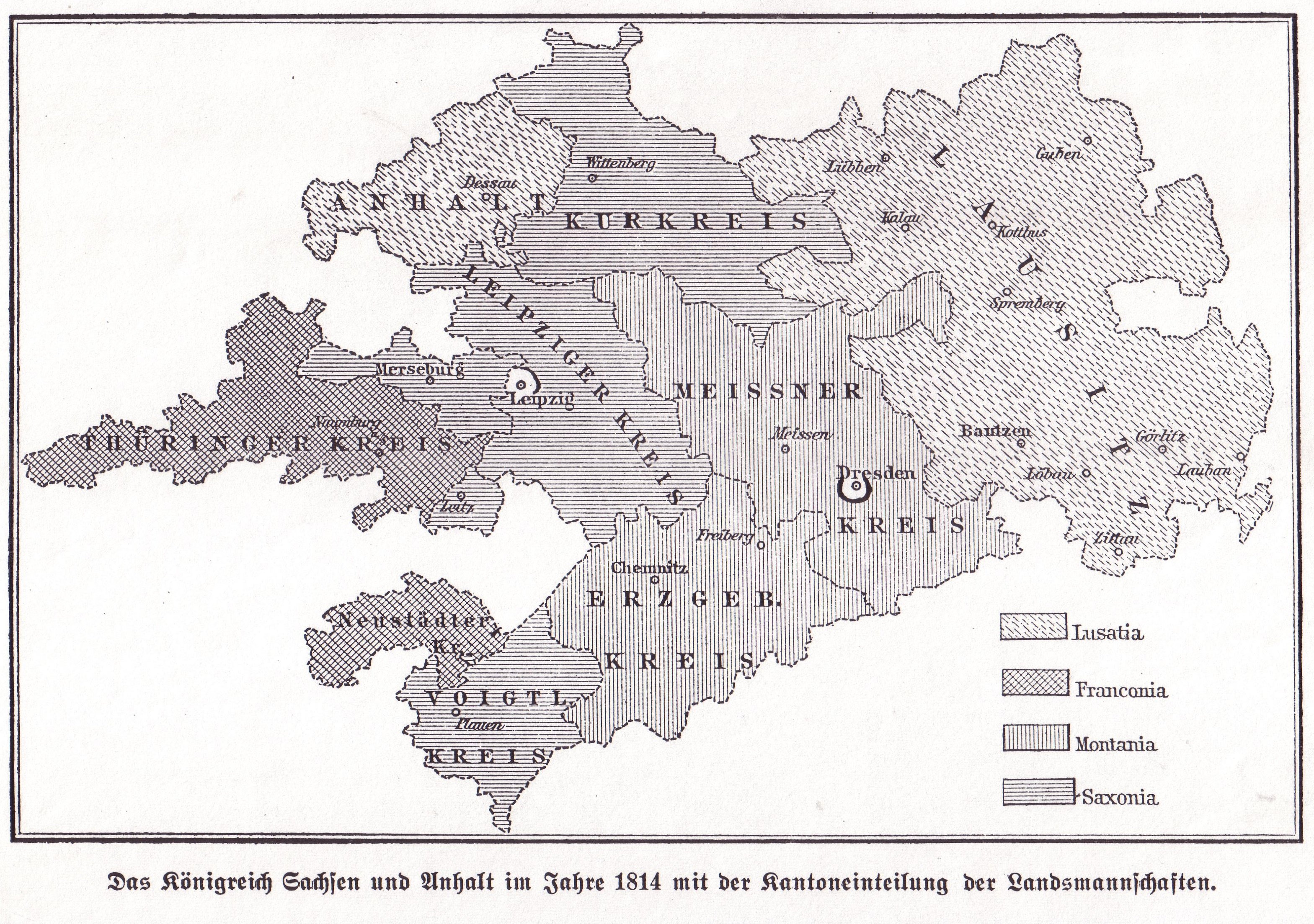
Division cantonale pour les équipes de pays du royaume de Saxe (1814)

Le Corps Saxonia est fondé le 4 septembre 1812 par sept membres de l'équipe régionale du corps de Thuringe de Leipzig, trois membres de l'équipe régionale du Corps Saxonia Jena et deux membres de l'équipe régionale du corps autrichien de l'Université de Leipzig sous le nom d'équipe régionale de Saxonia Leipzig. Richard Wagner en est plus tard l'un des membres – ou mieux connu sous le nom de Renoncen. Mais pas pour longtemps : Wagner écrit lui-même qu'il quitte le corps volontairement : principalement par déception face à l'attitude apolitique du Landsmannschafter de Leipzig (= étudiants du corps) à l'égard du soulèvement polonais. Les compatriotes ne partagent pas la « douloureuse tristesse » de Wagner à la suite de la défaite polonaise à Ostrolenka (cf. Richard Wagner, Ma vie, édité par Gregor-Dellin, livre de poche Goldmann Verlag, Munich 1983, p. 67). Depuis le 30 mai 1822, le Saxonia se définit comme un corps.
En 1848, le corps est l'un des membres fondateurs de l'Association des convents des anciens de Kösen (KSCV). En 1850, 1860 et 1986 (pour Augsbourg), les Saxons de Leipzig sont présidents de l'oKC.
En octobre 1905, la première maison est inaugurée au 23 Elsterstrasse à Leipzig, achetée par le Corps et légèrement rénovée. Le corps était auparavant basé au premier étage de la Kleine Fleischergasse 8 depuis plus de vingt ans
À l'époque national-socialiste, le Saxonia, comme tous les corps, dut suspendre ses activités le 27 octobre 1935. À partir de 1938, avec le Budissa (de), le Lusatia (de) et le Thuringia, elle participe à la fondation de la camaraderie du SC de Leipzig « Margrave de Misnie », devenue en 1942 le Corps Misnia IV (de). La vie étudiante du corps n'étant pas possible après la Seconde Guerre mondiale en raison du régime communiste de Leipzig, le Saxonia Leipzig se reconstitue le 20 décembre 1951 à Francfort-sur-le-Main. En 1973, il s'installe à Augsbourg. Après la réunification allemande, le corps retourne à Leipzig en 2001.

## Politique de cercle

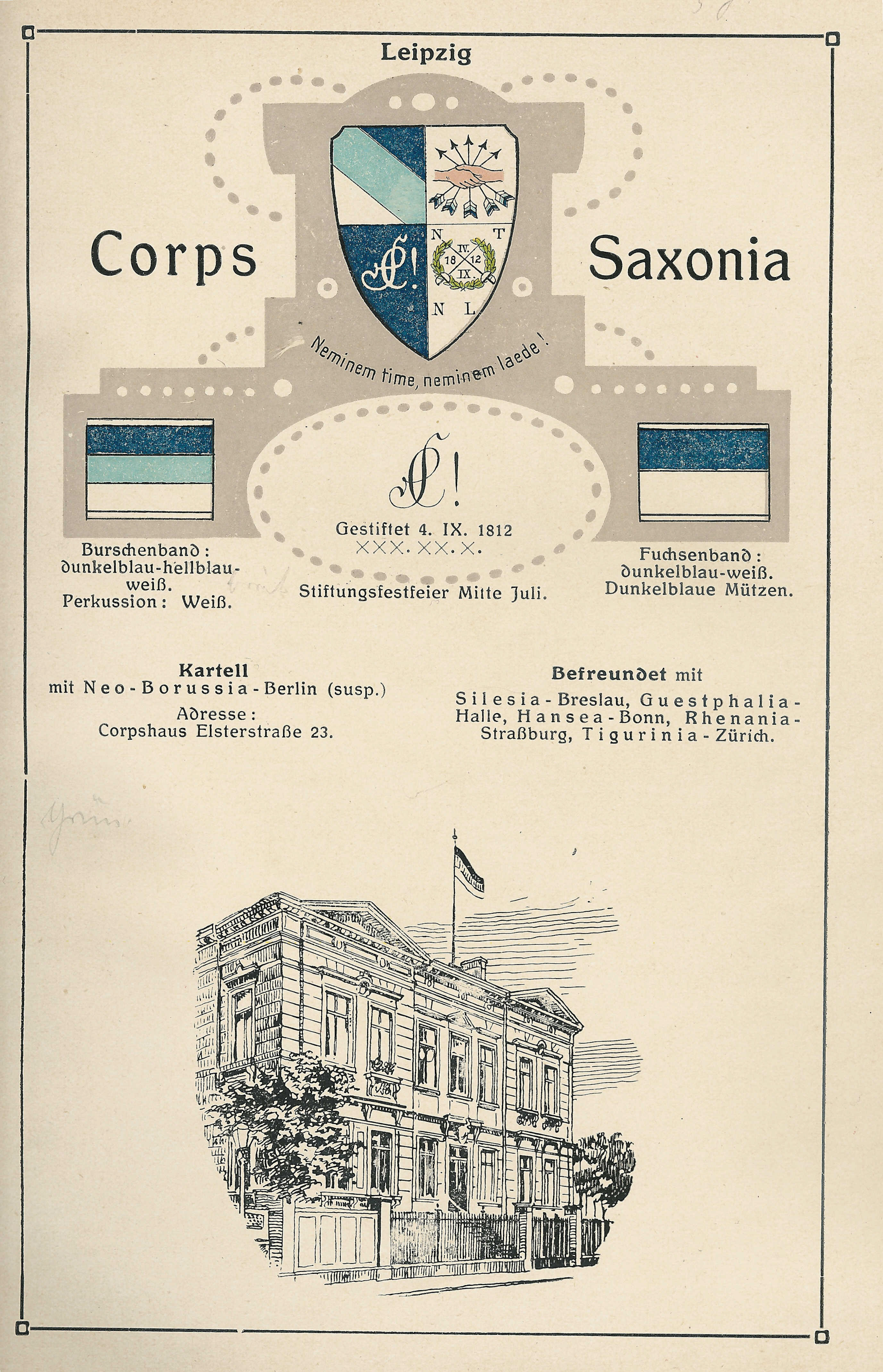
Conditions de la Saxonia (1912)

L’importance de la politique dite de cercle de Kösen avant (et après) le tournant du siècle se voit le plus clairement dans la Saxonia Leipzig. Au moment de la fondation de l'Empire allemand, elle fait partie d'un « cercle fermé de cartel » avec le Thuringia Jena (1836), le Brunsviga Göttingen (de), le Silesia (de) et le Borussia Greifswald (de). Contrairement à ces corps, il entretient également des relations en dehors du cercle. Des contrats relationnels lui sont proposés de toutes parts, et il les conclut « facilement » pour la plupart. Il fait partie d'un cartel avec la Neoborussia Berlin, bien que le cartel ne se poursuive pas lorsque la Neoborussia est reconstituée en 1922. Elle est amie avec Franconia München (de), Hansea Bonn, Vandalia Heidelberg (de), Tigurinia (de) et Corps Rhenania Straßburg.

### Munich
Lorsque Suevia München (de) n'est plus un corps de vie et cherche des alliés parmi les corps d'armes, le Thuringia Jena fait pression sur lui pour qu'il abandonne ses relations avec le Thuringia Leipzig (de) et se rapproche du Saxonia. Comme à Iéna et à Göttingen, des Souabes compétents deviennent actifs dans le Saxonia. Les relations deviennent étroites et cordiales. En revanche, les relations amicales avec le Franconia München se sont dissoutes

### Heidelberg
La même chose se produit avec Vandalia Heidelberg en 1875 ; car Rhenania Heidelberg (de) - qui a atteint une « position particulièrement remarquable au KSCV » au début des années 1870 - entretient des relations très étroites avec Suevia München, ce qui conduit à une rupture avec le Thuringia Leipzig. En revanche, le Rhenania envoie plusieurs militants dans le Saxonia, dont Alfred Kast (de). Lorsque Kast ne veut pas revenir sur une interjection ironique face à la décision d'un arbitre à Fribourg, il est définitivement licencié par le Saxonia. Comme le Rhenania n'emboîte pas le pas, le Saxonia annule une suite PP. Lors de la tenue du convent des anciens de Gießen (de), les tensions s'accruent. Après une mensur d'envergure, Teutonia Gießen (de) et Hassia déclarent qu'un jeu saxon est insuffisant. La Saxe renverse les deux Corps PP. Bien qu'elle ait des frères de corps en commun avec les cinq corps de Heidelberg, il perd sa deuxième relation et tous les autres contacts au sein du convent des anciens d'Heidelberg (de).

### Conflits
La rupture avec le Franconia et le Vandalia aurait rapproché encore plus le Saxonia du cercle noir (de) si le vieux cartel avec le Borussia Greifswald avait existé ; Cependant, il est rompu par la Saxonia en janvier 1876 parce que le Borussia avait reçu d'anciens membres de la Fraternité de Göttingen sans mensur. La journée du cartel du cercle noir rejoint le Saxonia, mais se dissout à sa demande. À la suite de cette rupture, les cartels avec le Silesia (qui est ensuite suivie d'une relation amicale), le Thuringia Jena et Brunsviga échouent également.
Le Thuringia Jena – déjà avec l'avantage spatial de Kösen – domine le cercle noir. Avec des hommes multibandes, il a sauvé à plusieurs reprises Brunsviga, le Silesia et le Borussia de la suspension. Il entretient « des relations extrêmement fortes et mutuellement chaleureuses » avec Suevia München (de) et Hassia. Dans sa poursuite d'une politique de cercle fermée sous sa direction, il est gêné par l'indépendance du Saxonia et ses relations avec les corps verts ; Car à Iéna, ils sont bien sûr plus proches du Franconia (de) que du Thuringia, ce qui va à l'encontre de leur prétention absolue à la direction du Convent des anciens et indirectement aussi du cercle noir. Le 50e anniversaire de la Fête du Cartel est célébré à Naumbourg en 1889 ; puis ils se séparent. Après ces expériences, les garçons du corps Saxonia - malgré les avertissements les plus urgents des anciens - se penchent de plus en plus vers le cercle vert, "sans que - ce qui est prévisible - la connexion souhaitée avec le noyau réel du cercle vert ne soit réalisée"
Le fait que les « relations étroites et stables » avec Franconia Tübingen (de), Suevia Freiburg (de) et Suevia München survivraient à cette tournure des événements s'est avéré être un faux espoir,. Avec la Neoborussia Berlin suspendue, le Saxonia n'a qu'un seul cartel avant la Première Guerre mondiale. Elle est encore amie avec le Silesia, Guestphalia Halle (de) (1838), Hansea Bonn (après 1860), le Rhenania Straßburg (1874) et le Tigurinia (de). Les relations amicales avec Hasso-Nassovia et Nassovia se rompent (1896). Le contrat de relation avec Baruthia (de), conclu après 1860, dure 50 ans. Au 20e siècle, le centre du cercle noir se déplace du Thuringia Jena au  Suevia München.

### Des temps plus récents
Les relations amicales les plus anciennes sont avec Guestphalia Halle (de) depuis 1838 (cartel depuis 2002). Plus récemment (à partir de 2010), des accords de cartel sont conclus avec le Silesia Breslau (de), Hasso-Nassovia Marburg et Franconia Tübingen (de). Les anciennes relations (vertes) avec le Corps Holsatia et le Corps Hansea Bonn se effondrent dans les années 1990. Le 1er octobre 2016, une nouvelle amitié se noue avec le Corps Brunsviga Göttingen (de).

## Membres

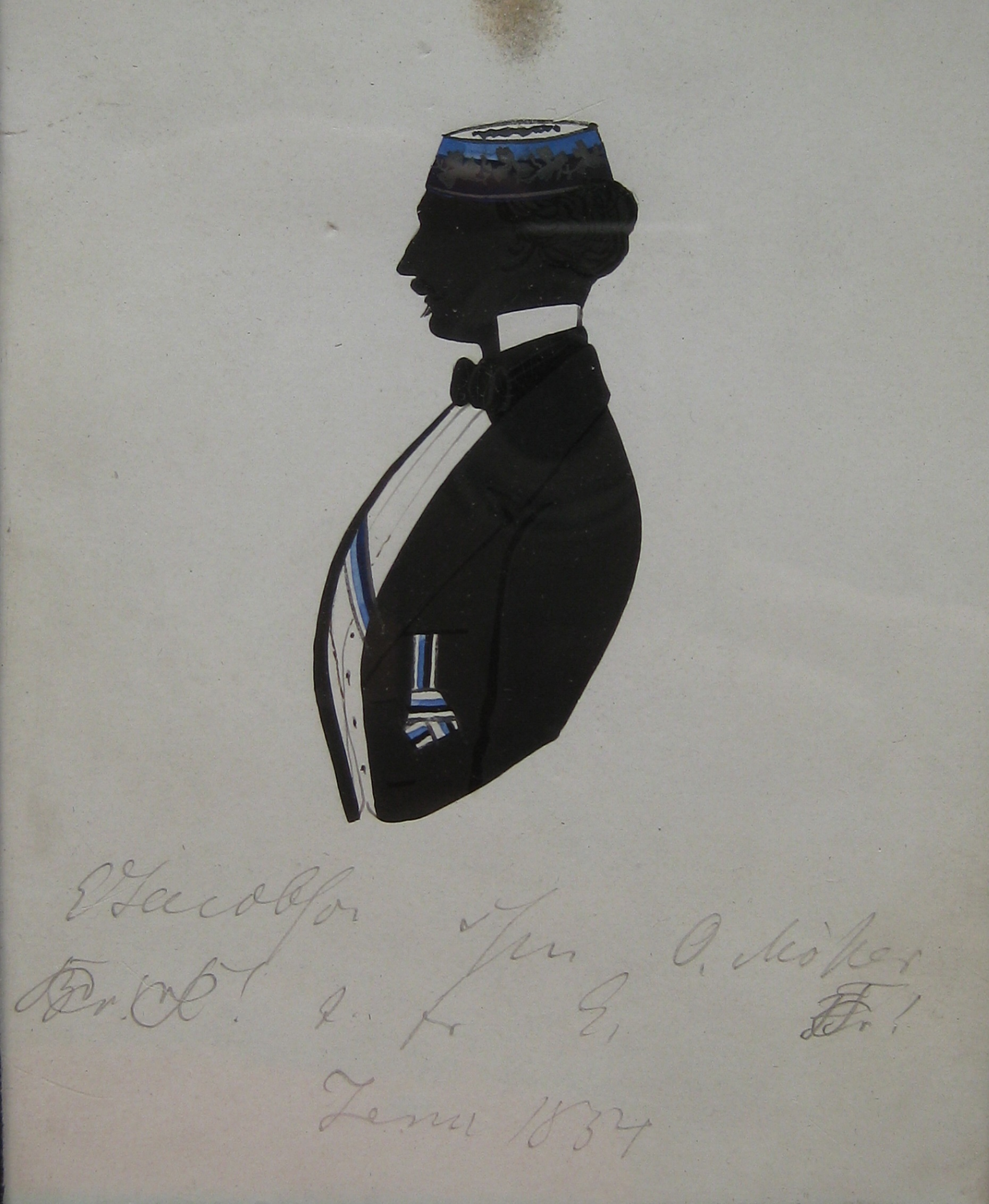
Emil Jacobson (Baltia Königsberg, Saxonia Leipzig)

- Friedrich Beneke (1853–1901), philologue classique, professeur de lycée à Oldenbourg, Bochum et Hamm
- Hans Beschorner (de) (1872–1956), historien et archiviste
- Oscar Hermann Beschorner (de) (1843–1904), médecin ORL
- Julius Hermann Besser (de) (1807–1895), conseiller d'État privé, député du parlement de l'Union d'Erfurt
- Bernhard von Bismarck (1810–1893), député de la chambre des représentants de Prusse
- Rudolf von Bünau (de) (1804–1866), propriétaire d'un manoir, député de la chambre des représentants de Prusse
- Benno Credé (de) (1847–1929), chirurgien et médecin général
- Siegfried Dehn (1799–1858), théoricien de la musique
- Otto Fiebrantz (de) (1880–1965), administrateur de l'arrondissement de Landeshut-en-Silésie
- Edmund von Flemming (de) (1827–1897), député du Reichstag
- Philipp von Gehren (de) (1868–1931), administrateur de l'arrondissement de Goldap
- Themistocles Gluck (de) (1853–1942), chirurgien
- Ernst Gottschald (de) (1795–1871), maire de Plauen
- Hugo Grille (de) (1870–1962), directeur du tribunal administratif supérieur de Dresde, président du gouvernement à Chemnitz
- Ernst Grundmann (de) (1861–1924), juriste, syndic régional, député de la chambre des représentants de Prusse
- Wilfried Gunkel (de) (1930–2005), biologiste marin
- Max Gutknecht (de) (1876–1935), ministère d'État d'Anhalt (1918)
- Karl Heine (1819–1888), entrepreneur et pionnier de l'industrie
- Carl von Helldorff (de) (1804–1860), administrateur de l'arrondissement de Querfurt (de), chambellan, député du parlement provincial de Saxe (de) et du parlement uni, député de la chambre des représentants de Prusse, député de la chambre des seigneurs de Prusse
- Karl Hertzog (de) (1875–1960), maire de Mersebourg
- Carl Hinkel (de) (1793–1817), poète
- Anton Friedrich Hohl (de) (1811–1862), professeur d'obstétrique, fondateur du corps Saxonia Leipzig
- Wolf von Hoyer (de) (1806–1873), sculpteur
- Emil Jacobson (1833–1874), conseiller de gouvernement, député de la chambre des représentants de Prusse
- Alfred Kast (de) (1856–1903), professeur de médecine interne à l'université de Breslau
- Paul von Koerner (de) (1849–1930), diplomate
- Karl Gotthold Krause (de) (1837–1899), juriste, député de la 2e chambre du parlement de Saxe, député du Reichstag
- Karl Lueder (de) (1834–1895), pénaliste
- Rudolf von Marschall (de) (1820–1890), administrateur de l'arrondissement de Lyck et de l'arrondissement de Langensalza (de), député de la chambre des représentants de Prusse, député de la chambre des seigneurs de Prusse
- Wilhelm Meyer-Förster (de) (1862–1934), écrivain
- Gottfried Milde senior (de) (1934–2018), homme politique CDU, ministre de l'Intérieur de Hesse
- Ullrich Nauck (de) (1852–1923), administrateur de l'arrondissement d'Iserlohn (de)
- Karl Neubert (de) (1799–1845), pathologiste et historien de la médecine
- Julius Gottlob von Nostitz und Jänkendorf (de) (1797–1870), ambassadeur de Saxe auprès du Bundestag
- Richard Oesterhelt (de) (1879–1946), gouverneur et président du gouvernement de Saxe
- Wedig von der Osten (de) (1859–1923), député de la chambre des seigneurs de Prusse
- Georges Passavant (de) (1862–1952), banquier et photographe suisse.
- Raimund von Pape (de) (1798–1850), administrateur de l'arrondissement de Schwetz
- Alexis Peltz (de) (1831–1894), propriétaire d'un manoir, député à la première Chambre du parlement de Saxe
- Viktor von Ponickau (de) (1808–1889), administrateur de l'arrondissement de Zeitz
- Georg Popp (de) (1861–1943), criminaliste
- Wilhelm Rein (de) (1809–1865), philologue, historien du droit, historien local et professeur de lycée
- Friedrich Wilhelm Richter (de) (1878–1946), ministre d'État de l'Intérieur de l'État libre de Saxe, président de la Cour des comptes de l'État de Saxe
- Friedrich Heinrich Rinne (de) (1852–1924), chirurgien
- Julius Rißmüller (de) (1863–1933), maire d'Osnabrück
- Emil Roesle (de) (1875–1962), statisticien médical et généalogiste
- Paul Roh (de) (1870–1958), diplomate, consul général de première classe
- Karl August Rudolf Rüder (de) (1852–1912), maire d'Ehrenfriedersdorf et de Rosswein, député de la 2e chambre du parlement de Saxe
- Ernst Heinrich Rummel (de) (1805–1872), conseiller municipal et adjoint de la ville de Halle, député de la chambre des seigneurs de Prusse
- Friedrich Raimund Sachße (de) (1817–1898), juriste, président du Revierausschuss pour le bassin minier de Freiberg, député du Reichstag de la Confédération d'Allemagne du Nord, du Parlement des douanes et de la deuxième chambre du parlement de Saxe
- Carl von Scheliha (de) (1802–1865), propriétaire d'un manoir, administrateur de l'arrondissement de Militsch (de), député de la chambre des représentants de Prusse, député de la chambre des seigneurs de Prusse
- Wilhelm Schmidt (de) (1829–1909), fonctionnaire ministériel dans le Mecklembourg-Schwerin
- Adolph von Schönfeldt (de) (1809–1886), propriétaire d'un manoir, député de la chambre des représentants de Prusse
- Paul Julius Schröter (de) (1840–1930), ophtalmologue à Leipzig
- Carl von Schwendler (de) (1812–1880), juriste, ministre d'État, député du Reichstag
- Camillo von Seebach (de) (1808–1894), ministre d'État de Saxe-Cobourg et Gotha
- Hubertus Senff (de) (1935–2004), Generalmajor de la Bundeswehr
- Gustav Sintenis (de) (1879–1931), banquier
- Karl von Strauch (de) (1805–1872), administrateur de l'arrondissement de Schleiz (de), principauté Reuss branche cadette
- Karl Wilhelm Streubel (de) (1816–1868), chirurgien et professeur d'université à Leipzig
- Ryūichi Tanabe (de) (né en 1948), ambassadeur du Japon
- Woldemar Tenge-Rietberg (de) (1856–1940), administrateur de l'arrondissement d'Ottweiler, propriétaire terrien et homme politique.
- Christian Thieme (de) (né en 1972), maire de Zeitz
- Bernhard Thiersch (de) (1793–1855), fondateur du Corps, poète du Chant de la Prusse
- Hermann Triepel (de) (1871–1935), anatomiste
- Walter von Tzschoppe (de) (1856–1917), juriste administratif, administrateur de l'arrondissement d'Uelzen, député de la chambre des représentants de Prusse, juge à la Haute Cour administrative prussienne
- Eduard Vater (de) (1800-1880), surintendant à Meseritz, député de la chambre des représentants de Prusse
- Moritz Voigt (de) (1826–1905), juriste, professeur d'université à Leipzig
- Richard Wagner (1813–1883), compositeur
- Christian Bernhard von Watzdorf (de) (1804–1870), juge, fonctionnaire ministériel saxon, député du parlement de l'Union d'Erfurt, député du Reichstag
- Hermann Weber (de) (né en 1936), avocat
- Otto Weidlich (de) (1854–1922), admiistrateur de l'arrondissement de Mersebourg (de), propriétaire d'un manoir.
- Hermann Friedrich Wendt (de) (1838–1875), otologiste
- Ernst von Werdeck (de) (1849–1905), député du Reichstag
- Walter Zimmermann (de) (1896–1973), ambassadeur au Pérou